# Teide
Teide je vulkanska planina na otoku Tenerife, otočja Kanara, koja je svojom visinom od 3718 metara nadmorske visine, i preko 7500 metara od dna oceana, najviši vrh Španjolske, ali i otoka Atlantskog oceana, te treći po veličini vulkan na svijetu (od njega su veći samo Mauna Loa i Mauna Kea na Havajima). 
Nacionalni park Teide, jedan od najstarijih u Španjolskoj, je osnovan 22. siječnja 1954. godine kao najveći na Kanarskom otočju, ali i Španjolskoj. Teide je 2007. godine upisan na UNESCO-ov popis mjesta svjetske baštine u Africi zbog jedinstvenog prirodnog krajolika kojemu se teksture i boje stalno mijenjaju, okružan "morem oblaka", a koji je nastao zbog jedinstvenih atmosferskih prilika; ali i zbog toga što pruža dokaze o geološkim procesima koji točno određuju evoluciju oceanskih otoka. God. 2007., proglašen je i jednim od "Dvanaest blaga Španjolske".
Pored Teidea, u park je uključen i susjedni vulkan Pico Viejo ("Stari vrh") visine 3135 metara. Park se prostire na više od 18.900 hektara i najposjećeniji je park u Španjolskoj, ali i u Europi, s više od 2,8 milijuna posjetitelja, prema Kanarskom institutu za statistiku (Instituto Canario de Estadística, ISTAC), te drugi u svijetu (poslije Yellowstonea).
Na pola puta prema vrhu planine nalazi se teleskop opservatorija Teide koji pripada općini La Orotava.
Plakat Raquel Welch iz filma "Milijun godina pr. Krista" (1966.), koji igra važnu ulogu u filmu Iskupljenje u Shawshanku (1994.) fotografiran je u Teideu.
- Teide iza Roque Cinchado
- Teide pod ledenom kapom
- Pico Viejo iznad jezera
- Teide u "moru oblaka"
- Opservatorij Teide

## Vanjske poveznice
- Teide Nacionalni park Teide - Službena stranica  Arhivirana inačica izvorne stranice od 16. srpnja 2011. (Wayback Machine)
- Teide Webcam
- Žičara na Teide
- (šp.) Opis uspona na Teide